# Lulú (ópera)
Lulú es una ópera en un prólogo, dos actos y un epílogo compuesta por Alban Berg. El libreto, del propio compositor, está basado en las tragedias Erdgeist (El espíritu de la tierra) y Die Büchse der Pandora (La Caja de Pandora), de Frank Wedekind. Fue estrenada el 2 de junio de 1937 en el Teatro de ópera de Zúrich.

## Historia

### Creación
Frank Wedekind (Hanóver 24 de julio de 1864 – Múnich 9 de marzo de 1918), dramaturgo inconformista, controvertido y antisistema, estuvo trabajando en la redacción de una obra que tratara el mundo del erotismo femenino, de una forma descarnada y cruda, durante más de 20 años, desde 1892 hasta 1913. 
En un primer momento, el resultado de su trabajo fue una monumental tragedia titulada La Caja de Pandora dividida en cinco actos, pero que tras sucesivas modificaciones, quedó dividida en dos obras independientes: El Espíritu de la Tierra, tragedia en cuatro actos, y La Caja de Pandora, tragedia en tres actos.
En 1928 Alban Berg comenzaría la adaptación de las dos tragedias de Wedekind como base del libreto de su ópera Lulú, pero en 1935 el compositor moría de una septicemia, dejando sin terminar la orquestación del tercer acto, aunque sí dejó resuelto su esquema musical. La viuda del compositor, Helene Nahowski, le propuso a Arnold Schönberg que concluyera el tercer acto, pero al negarse este, Helene se negó tajantemente que en lo sucesivo Lulú fuera terminada. Hubo de esperar hasta la muerte de Helene para que la obra fuera acabada musicalmente por el compositor y director austriaco Friedrich Cerha.

### Representaciones
Fue estrenada el 2 de junio de 1937 en el Teatro de ópera de Zúrich. En Argentina se estrenó en el Teatro Colón (Buenos Aires) el 29 de octubre de 1965 y fue dirigida por Ferdinand Leitner con Evelyn Lear como Lulú.
En España se estrenó en el Gran Teatro del Liceo de Barcelona en 1969 y, la versión completada por Cerha, en el mismo escenario en 1987. 
En Nueva York en el Metropolitan Opera en 1977 con Carole Farley y Tatiana Troyanos dirigidas por James Levine.
Existen dos versiones: la original de Berg de 1937 en Zúrich (Prólogo, 2 actos y epílogo); y la de Cerha (Prólogo, 3 actos y epílogo) cuyo estreno tuvo lugar, tras una intensa puja de varios teatros, en la Ópera Garnier de París el 24 de febrero de 1979. 
Esta ópera se representa poco; en las estadísticas de Operabase aparece la n.º 139 de las óperas representadas en 2005-2010, siendo la 19.ª en Alemania y la segunda de Berg, con 22 representaciones en el período.

## Personajes
| Personaje | Tesitura      | Estreno Ópera de Zúrich, Versión en dos actos, 2 de junio de 1937 (Director: Robert Denzler) | Estreno Ópera de París, Versión en tres actos, 24 de febrero de 1979 (Director: Pierre Boulez) |
| --- | ------------- | -------------------------------------------------------------------------------------------- | ---------------------------------------------------------------------------------------------- |
| Lulu | soprano       | Nuri Hadzic                                                                                  | Teresa Stratas                                                                                 |
| Condesa Geschwitz | mezzosoprano  | Maria Bernhard                                                                               | Yvonne Minton                                                                                  |
| Un niño de instituto ("Der Gymnasiast") | contralto     | Erika Feichtinger                                                                            | Hanna Schwarz                                                                                  |
| Una costurera teatral Un mozo de cuadra | contralto     | Frida Kurz Erika Feichtinger                                                                 | Hanna Schwarz                                                                                  |
| El banquero | bajo          | Walter Frank                                                                                 | Jules Bastin                                                                                   |
| El pintor, segundo marido de Lulú | tenor         | Paul Feher                                                                                   | Robert Tear                                                                                    |
| Un negro | tenor         | Paul Feher                                                                                   | Robert Tear                                                                                    |
| Dr Schön, editor jefe | barítono      | Asger Stig                                                                                   | Franz Mazura                                                                                   |
| Alwa, hijo de Dr Schön, compositor | tenor         | Peter Baxevanos                                                                              | Kenneth Riegel                                                                                 |
| Schigolch, un viejo | bajo          | Fritz Honisch                                                                                | Toni Blankenheim                                                                               |
| Un domador de animales | bajo          | Albert Emmerich                                                                              | Gerd Nienstedt                                                                                 |
| Rodrigo, un atleta | bajo          | Albert Emmerich                                                                              | Gerd Nienstedt                                                                                 |
| El príncipe, un viajero de África/ El criado / El marqués                                                                                    | tenor         | Oscar Mörwald                                                                                | Helmut Pampuch                                                                                 |
| El gerente del teatro | bajo          | Walter Frank                                                                                 | Jules Bastin                                                                                   |
| El profesor Un payaso Un tramoyista | papel mudo    |                                                                                              | Le Nain Roberto                                                                                |
| El comisario de policía El doctor, marido de Lulú                                                                                            | papel hablado |                                                                                              | Toni Blankenheim                                                                               |
| Una muchacha de quince años | soubrette     |                                                                                              | Daniele Chlostawa                                                                              |
| Su madre | contralto     |                                                                                              | Ursula Boese                                                                                   |
| Una artista | mezzosoprano  |                                                                                              | Anna Ringart                                                                                   |
| Un periodista | barítono      |                                                                                              | Claude Meloni                                                                                  |
| Un criado | barítono      | Peter Poschl                                                                                 | Pierre-Yves Le Maigat                                                                          |
| Jack el destripador | barítono      |                                                                                              | Franz Mazura                                                                                   |
| Pianista, director de escena, ayudantes del príncipe, policías, ayas, celadoras, bailarines, incitados a la fiesta, sirvientes, trabajadores |               |                                                                                              |                                                                                                |

## Argumento
La ópera se articula como una serie de escenas de la escabrosa e indomable vida de Lulú. La acción tiene lugar entre algún lugar indeterminado de Alemania y la ciudad de Londres, a finales del siglo XIX

### Prólogo
Un circo en algún lugar de Alemania. 
El domador invita a los asistentes a visitar el zoológico del circo, donde podrán ver exóticas fieras, entre ellas una gran y venenosa serpiente que no es otra que la propia Lulú, reflejo de la primera mujer, Eva.

### Acto I
Escena Primera
Estudio del Pintor.
El compositor Alwa entra buscando a su padre, el Doctor Schön, editor de un periódico, para que lo acompañe al ensayo de su nueva obra. En ese momento, la esposa del Inspector de Sanidad (Lulú), está posando vestida de Pierrot para el Pintor. El deseo erótico entre el Pintor y su modelo va en aumento y, cuando casi alcanza su clímax, aparece el Inspector de Sanidad quien, al ver a su esposa en brazos del Pintor, cae fulminado por un infarto.
Escena Segunda
Salón en la nueva casa del Pintor.
El Pintor se ha casado con Lulú, ahora una viuda joven y rica. Las cosas le marchan muy bien, pues consigue vender todos los cuadros que realiza, sin darse cuenta de que es el Dr. Schön, amante de Lulú, quien compra todas sus creaciones
Cuando Lulú se encuentra sola, llega a visitarla para pedirle dinero un viejo mendigo que no es otro que Schigolch, quien hacía tiempo la convirtió en prostituta cuando tan solo era una niña. Al marcharse Schigolch, el espectador queda en la duda de si este es el padre o el amante de Lulú, siendo posiblemente ambas cosas.
Más tarde, entra en escena el Dr. Schön y dice a Lulú que su relación debe acabar, pues supone un peligro para su estatus social e intereses comerciales, ya que al fin y al cabo fue él quien la recogió de la calle y la casó con el Pintor. Ahora se va a unir con una muchacha de la alta sociedad y quiere cambiar su vida. Ambos inician una acalorada discusión. Llega el Pintor y pide una explicación de lo que allí está ocurriendo. El Dr. Schön le abre los ojos y le cuenta toda la verdad acerca de la relación que mantiene con su esposa. El Pintor, desesperado al darse cuenta de que su matrimonio, que él creía que era sincero, no es otra cosa que una pantalla para el Dr. Schön y Lulú, se degüella con una navaja de afeitar.
Escena Tercera
Camerino de un Teatro.
Lulú triunfa como primera bailarina de un espectáculo creado por Alwa, siendo la única finalidad de la joven la de encontrar un esposo rico. Casualmente Alwa se entera de que Lulú se ha comprometido con un Príncipe que, tras casarse con ella, la llevará a África.
En un momento dado, hacen su entrada precipitada en el camerino el Dr. Schön, el director del Teatro, la Encargada del Guardarropa y Lulú, que se ha desmayado en el escenario al reconocer entre el público a la prometida del Dr. Schön. Tras unos acalorados reproches, el Dr. Schön cede y cae rendido a los pies de Lulú; esta le dicta entonces una carta de ruptura con la joven prometida, lo que significa la sentencia de muerte para el Dr. Schön ante los ojos de la sociedad.

### Acto II
Escena Primera
Salón en la Casa del Dr. Schön. 
Lulú finalmente se ha casado con el Dr. Schön. La Condesa Geschwitz, lesbiana y amiga del matrimonio, trata de conseguir los favores de Lulú. Así mismo, otros amigos de la pareja como el Estafador Schigolch, un atleta y un Colegial cortejan a Lulú sin que esta oponga resistencia.
El Dr. Schön, totalmente desquiciado por los celos, mantiene una agria disputa con Lulú, proporcionando a esta un revólver para que se suicide, sin embargo, accidentalmente Lulú dispara y el que cae mortalmente herido es el Dr. Schön.
Alwa, el hijo de Schön, llega para descubrir el cadáver de su padre y denuncia a Lulú a la policía. Lulú es condenada a veinte años de cárcel.
La Condesa Geschwitz, no pudiendo resistir la separación de Lulú, se contagia voluntariamente de cólera que luego contagia a Lulú, consiguiendo que ambas sean ingresadas en el mismo hospital.
Escena Segunda
Salón en la Casa del Dr. Schön un año más tarde. 
La Condesa Geschwitz, que ha sido dada de alta en el hospital, y el Atleta esperan la llegada de Schigolch. Cuando este llega, la Condesa le propone que la acompañe hasta el hospital donde ella intercambiará sus ropas con las de Lulú y así hacer que esta se dé a la fuga.
Llega Lulú vestida con las ropas de la Condesa. El Atleta, que tenía la intención de explotarla como atracción en el circo, ve el estado lamentable en que se encuentra y la abandona.
Llega Alwa y, al ver a Lulú enferma de cólera y ajada por dos años de cárcel, decide ayudarla, pues siempre ha estado enamorado de la amante de su padre; vende el periódico del Dr. Schön y con el dinero obtenido conduce a Lulú al otro lado de la frontera.

### Epílogo
Londres
Lulú es una prostituta callejera y su única amiga es la Condesa Geschwitz. Una noche, Lulú recibe a un cliente que resulta ser Jack el Destripador. La Condesa trata de proteger a Lulú y Jack las mata a las dos. Tras limpiar su cuchillo de sangre, Jack abandona la escena con gesto displicente.

## Instrumentación
La partitura está escrita para una orquesta formada por:
- Viento madera: 3 flautas (todas doblando al flautín), 3 oboes (el tercero doblando al corno inglés), 3 clarinetes en si bemol (el primero y el segundo doblando al clarinete en mi bemol), 1 clarinete bajo en si bemol, 1 saxofón alto en mi bemol, 3 fagotes (el tercero doblando al contrafagot);
- Viento metal: 4 trompas en fa, 3 trompetas en do, 3 trombones, 1 tuba.
- Percusión: timbales, (8 intérpretes).
- Teclado: piano.
- Cuerda: arpa y una sección de cuerda: violines I y II, violas, violonchelos, contrabajos.

El conjunto de jazz que actúa en el escenario en el acto I.iii se pueden extraer de los intérpretes del foso. Se compone de: 3 clarinetes en Si bemol, 1 clarinete bajo en Si bemol, saxofón alto en mi bemol, saxofón tenor en Si bemol, 1 contrafagot, 2 trompetas de jazz en Si; 2 trompetas de jazz en Do, 2 trombones de jazz; sousaphone; batería de jazz (3 intérpretes), banjo, piano, 3 violines con trompas de jazz; contrabajo. En la edición de Cerha del acto III.i utiliza un conjunto más pequeño en el escenario que incluye 1 piccolo, 1 flauta, 3 clarinetes y 1 clarinete bajo; ... contrafagot ...
Esta ópera fue la que introdujo en la orquesta de la música el arte occidental el vibráfono, un instrumento que fue previamente asociado sólo con el jazz.

## Estructura y análisis musical
Berg escribió esta obra basándose en la técnica de la música dodecafónica, un método de composición que desarrolló su maestro Arnold Schönberg. Ya en su anterior ópera, Wozzeck, Berg había empleado el método de Schönberg de manera fragmentaria, sin atenerse al ciento por ciento a las enseñanzas de su maestro. En Lulú desarrolla un conjunto de series, principales y secundarias, que asigna a cada uno de los personajes.
La estructura a gran escala de Lulú a menudo se dice que es como un espejo. La popularidad de Lulú en el primer acto se refleja en la miseria que vive en durante el acto 3, y esto se acentúa por los maridos de Lulú en el primer acto siendo interpretado por los mismos cantantes que serán sus clientes en el tercer acto.

### Forma
Esta estructura parecida a un espejo se enfatiza aún más por el interludio de la ópera que tiene lugar en el segundo acto, en el mismo centro de la obra. Los acontecimientos presentados en esa parte son una versión en miniatura de la estructura en espejo de la ópera en su conjunto. Lulú entra en la cárcel y luego sale otra vez. Por otra parte, la música que acompaña tal fragmento es un palíndromo exacto, es decir, que se lee igual hacia delante que hacia atrás. El punto central de este palíndromo se indica mediante un arpegio tocado en el piano, que aparece primero ascendiendo y después descendiendo como se puede ver a continuación en la parte superior del pentagrama (ver Figura 1). 

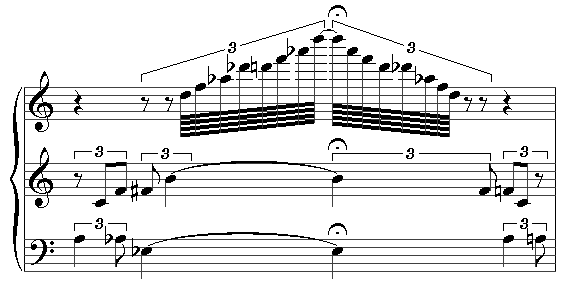
Figura 1. Estructura palíndromo en Lulú.

### Series
La célula z es la célula básica de Lulu y genera el Tropo I:

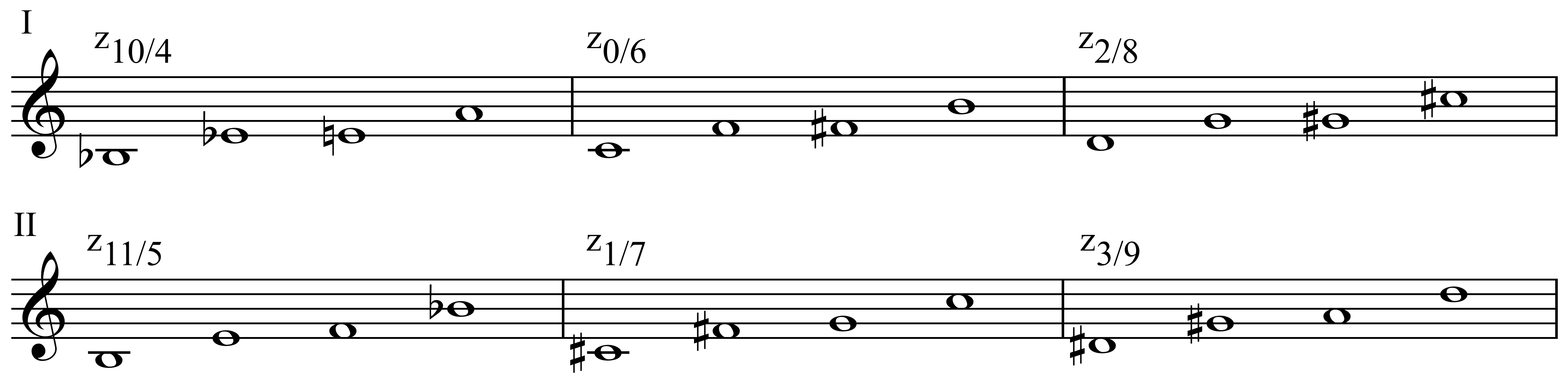
Figura 2. Dos formas del Tropo I, cada una generada a partir de todas las formas pares o impares de la célula z.

La célula z es también una de las células básicas en el Cuarteto para cuerda n.º 4 de Béla Bartók.
Aunque parte de la ópera es de libre composición, Berg también hace uso de la técnica dodecafónica de su maestro Arnold Schoenberg. En lugar de utilizar una serie dodecafónica para toda la obra, le otorga a cada personaje su propia serie, lo que significa que las series actúan más como el leitmotif en las óperas de Richard Wagner.

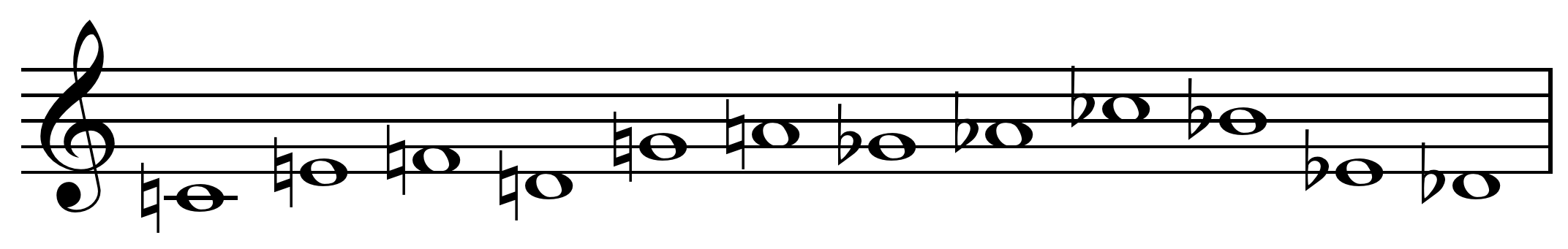
Figura 3. Serie básica de la ópera Lulú en Do.

A partir de esta serie, Berg deriva series para muchos de los personajes. Por ejemplo, la serie asociada a la propia Lulú es la siguiente: Fa, Sol, La♭, Si♭, Do, Re, Fa♯, Re ♯, Mi, La, Si, Do♯. Esta serie se construye mediante la extracción de una nota (Fa) del primer tricordo de la serie básica; luego toma la siguiente nota (Sol) del segundo tricordo de la serie básica; después toma la tercera nota (La♭) del tercer tricordo de la serie básica; y así sucesivamente, repitiendo el ciclo tres veces sobre la serie básica.

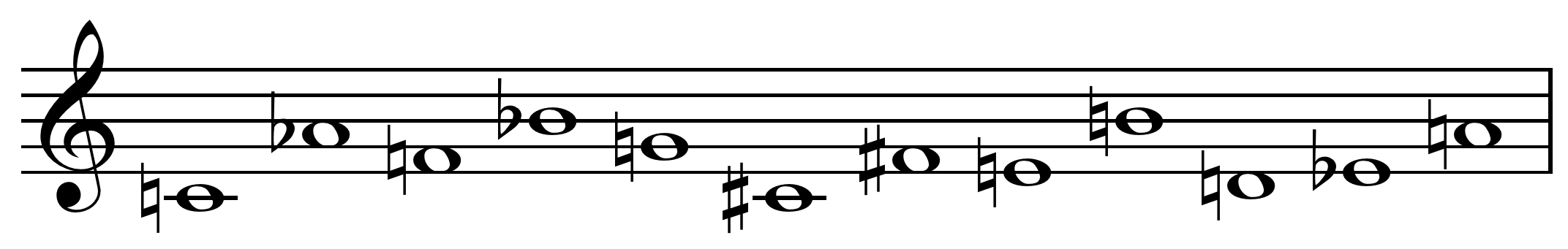
Figura 4. Serie de Alwa de la ópera Lulú en Do.

La serie asociada a Alwa se obtiene mediante la repetición de la serie básica una y otra vez tomando todas las séptimas notas, esto da lugar a la siguiente serie: Si♭, Fa♯, Mi♭, Sol♯, Fa, Si, Mi, Re, La, Do, Do♯, Sol.

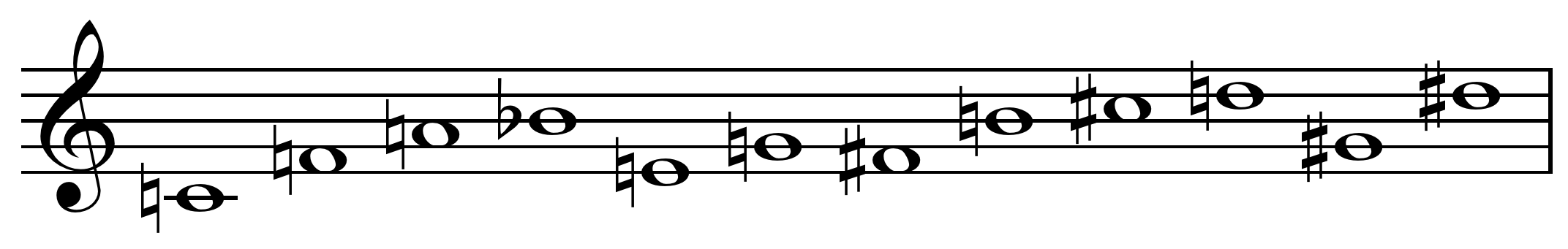
Figura 5. Serie del Dr. Schön de la ópera Lulú en Do.

De manera similar, la serie vinculada con el Dr. Schön se obtiene mediante la repetición de la serie básica (como en el ejemplo anterior) y tomando la primera nota, dejando una nota y tomando la siguiente, dejando dos, tomando la siguiente, dejando tres, tomando la siguiente, dejando tres, tomando la siguiente, dejando dos, tomando la siguiente, dejando una, tomando la siguiente, dejando una, tomando la siguiente, dejando dos, tomando la siguiente y así sucesivamente. La serie resultante es la siguiente: Si♭, Mi♭, Sol, Sol♯, Re, Fa, Mi, La, Si, Do, Fa♯, Do♯.

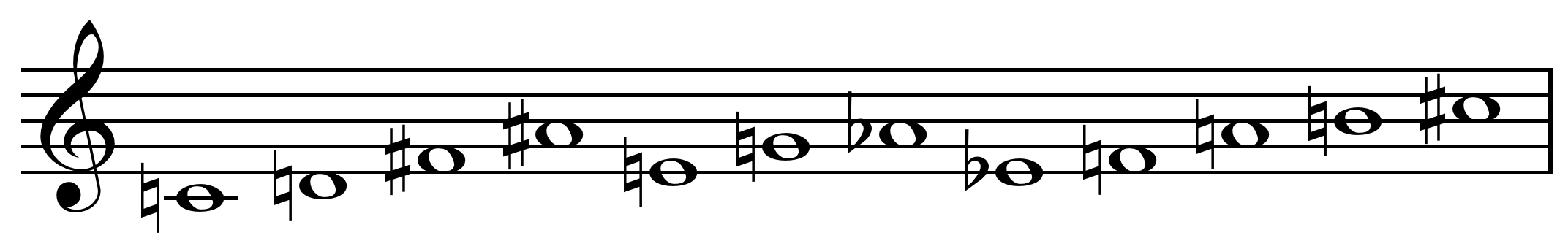
Figura 6. Serie del Colegial de la ópera Lulú en Do.

## Discografía selecta
De esta ópera se han realizado una serie de grabaciones entre las que destacan las siguientes.
| Año  | Versión                                           | Elenco (Lulú, Condesa, Dr. Schön, Alwa, Schigolch)                                    | Director, Teatro y orquesta                         | Discográfica                                                               |
| ---- | ------------------------------------------------- | ------------------------------------------------------------------------------------- | --------------------------------------------------- | -------------------------------------------------------------------------- |
| 1949 | Versión Zúrich                                    | Ilona Steingruber, Maria Cerny, Otto Wiener, Hans Libert, Emil Siegert                | Herbert Häfner, Orquesta Sinfónica de Viena         | Philips                                                                    |
| 1959 | Versión Zúrich Grabada en vivo                    | Ilona Steingruber, Eugenia Zareska, Heinz Fehfüss, Kurt Ruesche, Dimitri Lopatto      | Bruno Maderna, Orquesta Sinfónica de la RAI de Roma | Stradivarius                                                               |
| 1967 | Versión Zúrich                                    | Evelyn Lear, Patricia Johnson, Dietrich Fischer-Dieskau, Donald Grobe, Josef Greindl  | Karl Böhm, Deutsche Oper Berlin                     | DG (grabación histórica)                                                   |
| 1967 | Versión Zúrich                                    | Anneliese Rothenberger, Kerstin Meyer, Toni Blankenheim, Gehard Unger, Kim Borg       | Leopold Ludwig, Ópera del Estado de Hamburgo        | EMI                                                                        |
| 1968 | Versión Zúrich Grabada en vivo                    | Anja Silja, Martha Mödl, Ernst Gutsein, Waldemar Kmentt, Hans Hotter                  | Karl Böhm, Ópera de Viena                           | Andante                                                                    |
| 1971 | Versión Zúrich Grabada en vivo                    | Anja Silja, Sona Cervena, John Reardon, Josef Hopferwieser, Lorenzo Alvary            | Christoph von Dohnányi, Ópera de San Francisco      | Premiere Opera Ltd. CDNO 1491 -2                                           |
| 1976 | Versión Zúrich                                    | Anja Silja, Brigitte Fassbaender, Walter Berry, Josef Hopferwieser, Hans Hotter       | Christoph von Dohnányi, Filarmónica de Viena        | Decca                                                                      |
| 1979 | Versión París en CD y DVD                         | Teresa Stratas, Yvonne Minton, Franz Mazura, Kenneth Riegel, Toni Blankenheim         | Pierre Boulez, Ópera de París                       | DG para el CD y Dreamfile para el DVD; Director de escena: Patrice Chéreau |
| 1979 | Versión París Grabada en vivo y cantada en inglés | Nancy Shade, Katherine Ciesisnki, William Dooley, Barry Busse, Andrew Foldi           | Michael Tilson Thomas, Ópera de Santa Fe            | OMS                                                                        |
| 1979 | Versión París Grabada en vivo                     | Slavka Taskova, Dunja Vejzović, Dieter Weller, Jean van Ree, Adalbert Waller          | Michael Gielen, Ópera de Fráncfort                  | Privada                                                                    |
| 1983 | Versión París Grabada en vivo                     | Julia Migenes, Brigitte Fassbaender, Theo Adam, Richard Karcykowski, Hans Hotter      | Lorin Maazel, Ópera de Viena                        | RCA                                                                        |
| 1991 | Versión París Grabada en vivo                     | Patricia Wise, Brigitte Fassbaender, Wolfgang Schöne, Peter Straka, Hans Hotter       | Jeffrey Tate, Orquesta Nacional de Francia          | EMI                                                                        |
| 1996 | Versión París                                     | Constante Hauman, Julia Juon, Monte Jaffe, Richard Peter, Theo Adam                   | Ulf Schirmer, Sinfónica de la Radio Danesa          | Chandos                                                                    |
| 1996 | Versión París en DVD                              | Christine Schäfer, Kathryn Harries, Wolfgang Schöne, David Kuebler, Norman Bailey     | Andrew Davis, Orquesta Filarmónica de Londres       | NVC; Director de escena: Graham Vick                                       |
| 2001 | Versión Zúrich Grabada en vivo                    | Anat Efraty, Doris Soffel, Jürgen Linn, Ian Storey, Theo Adam                         | Stefan Antón Reck, Teatro Massimo de Palermo        | OEHMS                                                                      |
| 2002 | Versión Zúrich en DVD                             | Laura Aikin, Cornelia Kallisch, Alfred Muff, Peter Straka, Guido Götzen               | Franz Welser-Möst, Teatro de ópera de Zúrich        | TDK; Director de escena: Sven-Eric Bechtolf                                |
| 2005 | Versión París Cantada en inglés                   | Lisa Saffer, Susan Parry, Robert Hayward, John Graham-Hall, Gwynne Howell             | Paul Daniel, Ópera Nacional Inglesa                 | Chandos                                                                    |
| 2009 | -                                                 | Agneta Eichenholz, Jennifer Larmore, Michael Volle, Klaus Florian Vogt, Gwynne Howell | Antonio Pappano, Orquesta del Covent Garden         | Premiere Opera Ltd. CD                                                     |